# Lachenalia paucifolia
Lachenalia paucifolia là một loài thực vật có hoa trong họ Măng tây. Loài này được (W.F.Barker) J.C.Manning & Goldblatt mô tả khoa học đầu tiên năm 2003.